# Істислах
Істислах («прагнення користі») — в ісламському праві метод виведення правового рішення на основі вільного судження про його користь для всього суспільства.
Істислах розробив Малік ібн Анас (713—795), який він сам вважав різновидом істихсану. Однак істихсан, що є методом коректного судження за аналогією (кияс), не може бути застосований поза ним. Істислах повністю незалежний від Корану і суни й вступає в силу лише за трьох умов:
- рішення не повинне стосуватися питань віри;
- рішення не повинне суперечити ні духу ні букві віри;
- користь від рішення, що приймається повинна бути очевидною, необхідною і вагомою.

Приклад істислаху: у разі військової небезпеки необхідні для оборони засоби збираються лише з багатих. Істислах є одною з основних особливостей малікітського мазхабу, він прийнятий шафіїтським та ханбалітським мазхабами за умов дотримання тих самих умов.